# Rătești (okręg Ardżesz)
Rătești – wieś w Rumunii, w okręgu Ardżesz, w gminie Rătești. W 2011 roku liczyła 490 mieszkańców.